# Хьюлетт, Джеймс
Джеймс Хьюлетт (англ. James Hewlett; не позднее 1800 — ок. 1849) — афроамериканский актёр, ведущий актёр труппы антрепренёра и драматурга Уильяма Александра Брауна, первой профессиональной чернокожей труппы в Америке, работавшей в 1816—24 годах (с перерывами) в Нью-Йорке.

## Биография
О ранних годах Хьюлетта известно мало. По первоначальной профессии он был портным. Как и Браун, Хьюлетт возможно эмигрировал в США из Вест-Индии. Ведущим актёром театральной труппы Брауна Хьюлетт стал в начале 1820-х годов. Он был особенно ролью Ричарда III в одноименной пьесе Шекспира. Хьюлетт был не только драматическим актёром, но и певцом, исполнявшим партии в оперных постановках Брауна.
После закрытия театра Брауна (1824), Хьюлетт отправился в сольные гастроли по Америке, исполняя отрывки из пьес. Он также посетил Соединенное Королевство, и, по-видимому, выступал в Ливерпуле, хотя документальных свидетельств этого мало. Историк Шейн Уайт предполагает, что в начале 1830-х годов Хьюлетт, возможно, был «самым известным чернокожим жителем Нью-Йорка». 
По одним данным, Хьюлетт скончался в 1831 году. 
По другим, в 1834 году был арестован, обвинён в воровстве и заключен в тюрьму. После освобождения его карьера пошла на спад. Скончался Хьюлетт около 1849 года.